# Partido Político Reformado

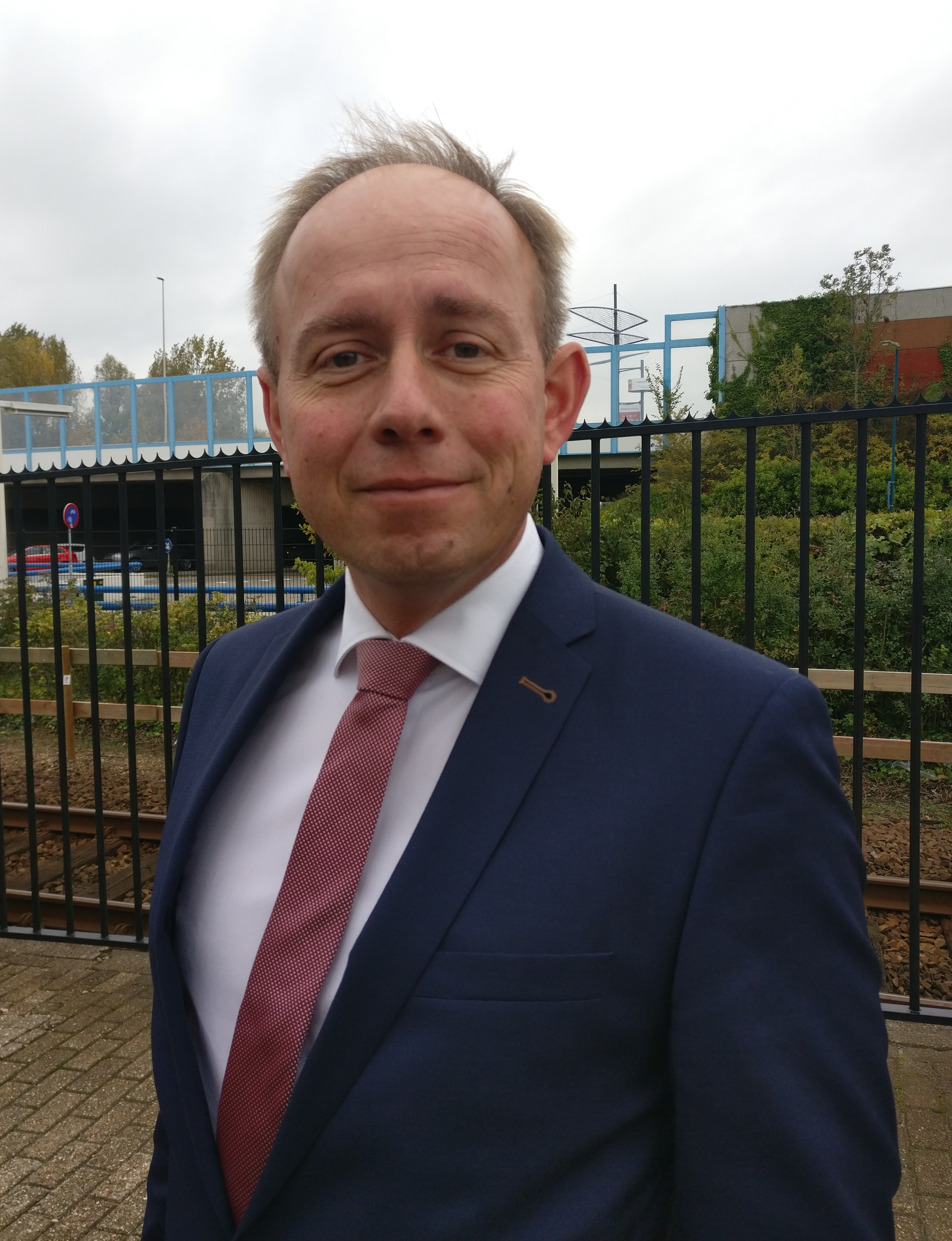
Kees van der Staaij

O Partido Político Reformado (em holandês: Staatkundig Gereformeerde Partij, SGP) é um partido político dos Países Baixos.
O SGP foi formado em 1918 pela ala mais conservadora e religiosa do Partido Antirrevolucionário, que, não concordavam com o direito de votos para as mulheres e aliança do partido com partidos católicos.
Desde da sua fundação, o partido define-se como seguidor do calvinismo ortodoxo, defendendo a teocracia, como modelo político. Além disso, o partido é, declaradamente, conservador, sendo contra os direitos LGBT, o aborto e afirmando que as mulheres não devem ter os mesmos direitos que os homens. O SGP, também, apoia a instauração da pena de morte, é completamente contra a União Europeia.
O partido está posicionado entre a direita e a extrema-direita, sendo liderado por Kees van der Staaij.

## Resultados eleitorais

### Eleições legislativas
| Data | CI.  | Votos   | %           | +/-     | Deputados | +/-     | Status   |
| ---- | ---- | ------- | ----------- | ------- | --------- | ------- | -------- |
| 1922 | 9.º  | 26 744  | 0,9 / 100,0 |         | 1 / 100   |         | Oposição |
| 1925 | 8.º  | 62 513  | 2,0 / 100,0 | 1,1     | 2 / 100   | 1       | Oposição |
| 1929 | 7.º  | 76 709  | 2,3 / 100,0 | 0,3     | 3 / 100   | 1       | Oposição |
| 1933 | 8.º  | 93 274  | 2,5 / 100,0 | 0,2     | 3 / 100   | Estável | Oposição |
| 1937 | 10.º | 78 619  | 1,9 / 100,0 | 0,6     | 2 / 100   | 1       | Oposição |
| 1946 | 7.º  | 101 759 | 2,1 / 100,0 | 0,2     | 2 / 100   | Estável | Oposição |
| 1948 | 7.º  | 116 937 | 2,4 / 100,0 | 0,3     | 2 / 100   | Estável | Oposição |
| 1952 | 8.º  | 129 081 | 2,4 / 100,0 | Estável | 2 / 100   | Estável | Oposição |
| 1956 | 7.º  | 129 517 | 2,3 / 100,0 | 0,1     | 3 / 150   | 1       | Oposição |
| 1959 | 7.º  | 129 678 | 2,2 / 100,0 | 0,1     | 3 / 150   | Estável | Oposição |
| 1963 | 8.º  | 143 818 | 2,3 / 100,0 | 0,1     | 3 / 150   | Estável | Oposição |
| 1967 | 10.º | 138 069 | 2,0 / 100,0 | 0,3     | 3 / 150   | Estável | Oposição |
| 1971 | 9.º  | 148 192 | 2,3 / 100,0 | 0,3     | 3 / 150   | Estável | Oposição |
| 1972 | 10.º | 163 114 | 2,2 / 100,0 | 0,1     | 3 / 150   | Estável | Oposição |
| 1977 | 5.º  | 177 010 | 2,1 / 100,0 | 0,1     | 3 / 150   | Estável | Oposição |
| 1981 | 7.º  | 171 324 | 2,0 / 100,0 | 0,1     | 3 / 150   | Estável | Oposição |
| 1982 | 6.º  | 156 636 | 1,9 / 100,0 | 0,1     | 3 / 150   | Estável | Oposição |
| 1986 | 5.º  | 159 740 | 1,7 / 100,0 | 0,2     | 3 / 150   | Estável | Oposição |
| 1989 | 6.º  | 166 082 | 1,9 / 100,0 | 0,2     | 3 / 150   | Estável | Oposição |
| 1994 | 9.º  | 155 251 | 1,7 / 100,0 | 0,2     | 2 / 150   | 1       | Oposição |
| 1998 | 8.º  | 153 583 | 1,8 / 100,0 | 0,1     | 3 / 150   | 1       | Oposição |
| 2002 | 9.º  | 163 562 | 1,7 / 100,0 | 0,1     | 2 / 150   | 1       | Oposição |
| 2003 | 9.º  | 150 305 | 1,6 / 100,0 | 0,1     | 2 / 150   | Estável | Oposição |
| 2006 | 10.º | 153 266 | 1,6 / 100,0 | Estável | 2 / 150   | Estável | Oposição |
| 2010 | 9.º  | 163 581 | 1,7 / 100,0 | 0,1     | 2 / 150   | Estável | Oposição |
| 2012 | 9.º  | 196 780 | 2,1 / 100,0 | 0,4     | 3 / 150   | 1       | Oposição |
| 2017 | 11.º | 218 950 | 2,1 / 100,0 | Estável | 3 / 150   | Estável | Oposição |
| 2021 | 13.º | 214 812 | 2,1 / 100,0 | Estável | 3 / 150   | Estável | Oposição |

### Eleições europeias
| Data | CI.                      | Votos                    | %                        | Deputados | +/-     |
| ---- | ------------------------ | ------------------------ | ------------------------ | --------- | ------- |
| 1979 | 5.º                      | 126 412                  | 2,2 / 100,0              | 0 / 25    |         |
| 1984 | Aliança com RPF e GPV    | Aliança com RPF e GPV    | Aliança com RPF e GPV    | 1 / 25    | 1       |
| 1989 | Aliança com RPF e GPV    | Aliança com RPF e GPV    | Aliança com RPF e GPV    | 1 / 25    | Estável |
| 1994 | Aliança com RPF e GPV    | Aliança com RPF e GPV    | Aliança com RPF e GPV    | 1 / 31    | Estável |
| 1999 | Aliança com RPF e GPV    | Aliança com RPF e GPV    | Aliança com RPF e GPV    | 1 / 31    | Estável |
| 2004 | Aliança com União Cristã | Aliança com União Cristã | Aliança com União Cristã | 1 / 27    | Estável |
| 2009 | Aliança com União Cristã | Aliança com União Cristã | Aliança com União Cristã | 1 / 25    | Estável |
| 2014 | Aliança com União Cristã | Aliança com União Cristã | Aliança com União Cristã | 1 / 26    | Estável |
| 2019 | Aliança com União Cristã | Aliança com União Cristã | Aliança com União Cristã | 1 / 26    | Estável |